# Pedro Espinha
Pedro Manuel Ferreira Espinha (Mafra, 25 september 1965) is een Portugees voormalig voetbaldoelman. Hij speelde zes interlands in het Portugees voetbalelftal.

## Clubcarrière
Espinha was eerste doelman van Belenenses (1989–1994), Salgueiros (1994–1997) en Vitória Guimarães (1997–2000). In het laatste stadium van zijn loopbaan was hij reservedoelman bij FC Porto, achter Vítor Baía. Met Porto won hij in 2001 de beker en de supercup. In 2003 stopte Espinha als doelman bij Vitória Setúbal.

## Interlandcarrière
Espinha behoorde tot de 22-koppige selectie van bondscoach Humberto Coelho op EURO 2000 in Nederland en België. Espinha verving eerste doelman (en aanvoerder van het elftal) Vítor Baía in de laatste groepswedstrijd tegen Duitsland. Portugal was al geplaatst en liet dusdanig haar beste spelers rusten, onder wie Luís Figo. Espinha mocht tussen de palen staan en zag hoe Sergio Conceiçao met een hattrick Duitsland mathematisch uitschakelde. Portugal werd uitgeschakeld door Frankrijk in de halve finale (2–1 na verlenging en een strafschop van Zinédine Zidane in de 117e minuut). Baía speelde al deze wedstrijden.

## Erelijst
| Taça de Portugal              | 1x | 2000/01 |
| Supertaça Cândido de Oliveira | 1x | 2001    |

1 Baía  ·
2 J. Costa ·
3 Jorge ·
4 Vidigal ·
5 Couto ·
6 Sousa ·
7 Figo ·
8 Pinto ·
9 Sá Pinto ·
10 R. Costa ·
11 Conceição ·
12 Espinha ·
13 Dimas ·
14 Xavier ·
15 Costinha ·
16 Beto Severo ·
17 Bento ·
18 Pauleta ·
19 Capucho ·
20 Secretário ·
21 Gomes ·
22 Quim ·
Coach: Coelho